# Белый Камень (Винницкая область)
Бе́лый Ка́мень (укр. Білий Камінь) — село на Украине, находится в Чечельницком районе Винницкой области.
Население по переписи 2001 года составляет 877 человек. Почтовый индекс — 24814. Телефонный код — 4351.
Занимает площадь 2,8 км².

## Адрес местного совета
24814, с. Белый Камень, Чечельницкий район, Винницкая область, ул. Первомайская, 141